# Крупнопятнистый спинорог
Крупнопятнистый спинорог (лат. Balistoides conspicillum) — тропическая морская рыба из семейства спинороговых.

## Описание
Тело клинообразное, плоское, высокое, киль полукруглый. Длина тела составляет 50 см. Светло-оранжевые губы, обрамлённые светлой полосой, и большие белые овальные пятна на нижней части тела образуют яркий контраст к более тёмной верхней половине тела. Хвостовой и спинной плавники зелёного цвета. Рыба может жёстко фиксировать первую колючку спинного плавника при помощи второй колючки в вертикальную позицию.

## Распространение
Крупнопятнистый спинорог распространён в Индо-Тихоокеанской области. Естественная среда обитания — прибрежные коралловые рифы на глубине от 50 до 75 м.

## Образ жизни
Крупнопятнистый спинорог ведёт преимущественно одиночный образ жизни. Всеяден. Продолжительность жизни составляет до 10 лет.